# Almamellék
Almamellék è un comune dell'Ungheria situato nella contea di Baranya, nella regione Transdanubio Meridionale di 471 abitanti (dati 2009).

## Società

### Evoluzione demografica
Secondo i dati del censimento 2001 il 94,2% degli abitanti è di etnia ungherese e l'1,8 di etnia tedesca.